# Ariane Bonhomme

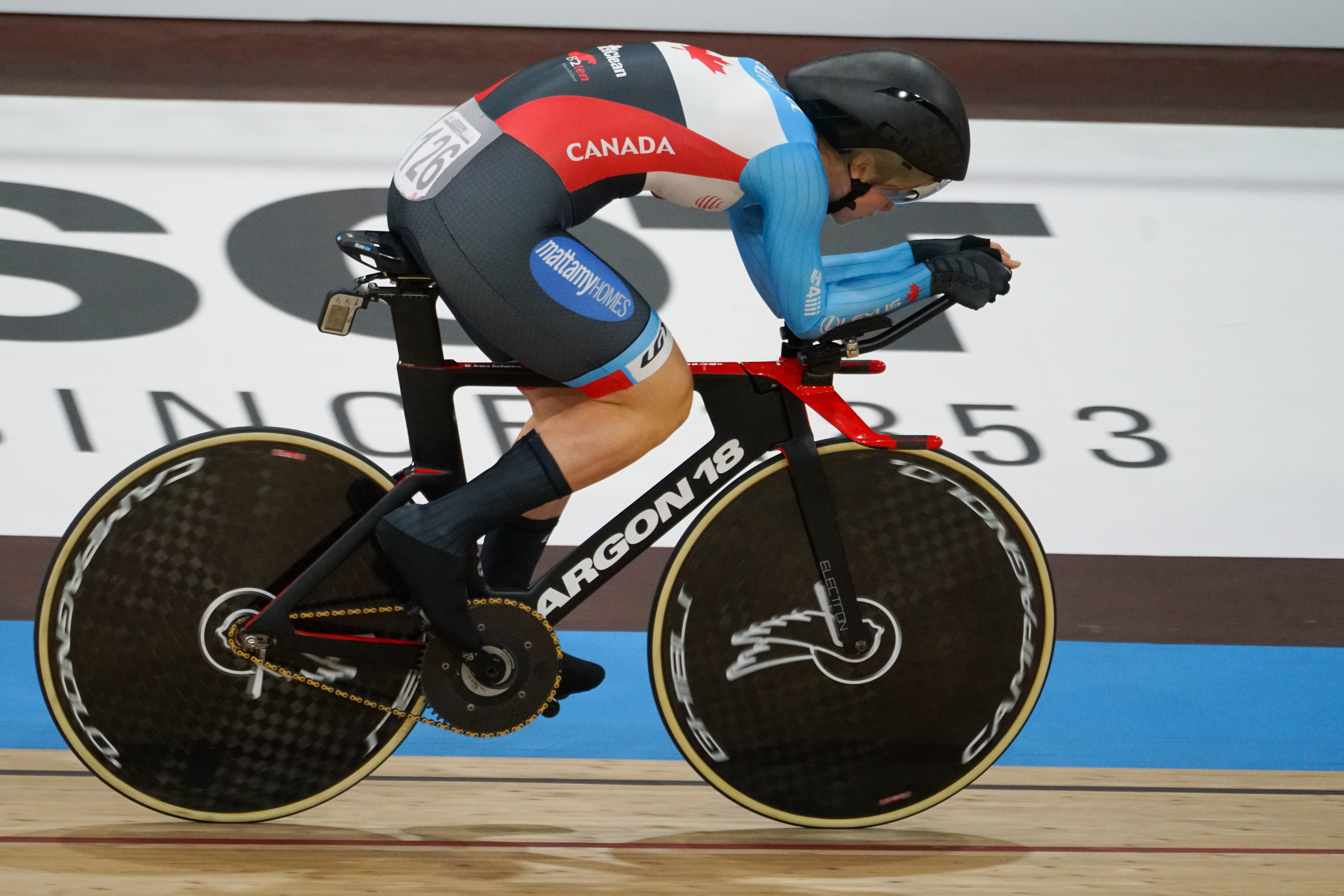
Bonhomme in der Qualifikation der Einerverfolgung bei der Bahn-WM 2020

Ariane Bonhomme (* 2. April 1995 in Gatineau) ist eine kanadische Radsportlerin, die Rennen auf Straße und Bahn bestreitet.

## Sportlicher Werdegang
Zunächst war Ariane Bonhomme als Shorttrackerin aktiv, bis sie wegen einer Knieverletzung auf den Radsport umstieg, den sie vorher schon als Ausdauertraining im Sommer genutzt hatte. Mit zwölf Jahren fuhr sie ihre ersten Straßenrennen, mit 16 erstmals auf einer Radrennbahn.
2012 wurde Bonhomme kanadische Junioren-Meister im Straßenrennen, startete bei den Straßenradsport-Weltmeisterschaften 2012 und belegte im Straßenrennen der Juniorinnen Platz 69. Im Jahre  2016 wurde sie mit Jasmin Duehring, Kinley Gibson und Jamie Gilgen Panamerikameisterin in der Mannschaftsverfolgung; zudem errang sie Silber im Punktefahren. In den folgenden Jahren konzentrierte sie sich auf die Bahn und wurde ein permanentes Mitglied des kanadischen Bahnvierers. 2017 wurde sie mit Kinley Gibson, Devaney Collier und Meghan Grant erneut Panamerikameisterin in der Mannschaftsverfolgung, 2019 erneut, mit Allison Beveridge, Annie Foreman-Mackey und Georgia Simmerling. Der kanadische Vierer gewann zudem den Lauf des Weltcups im heimischen Milton. Bei den Commonwealth Games 2018 belegte der kanadische Vierer mit Kinley Gibson, Annie Foreman-Mackey und Laurie Jussaume Platz drei.

## Erfolge

### Bahn
2016
- Panamerikameisterin – Mannschaftsverfolgung (mit Jasmin Duehring, Kinley Gibson und Jamie Gilgen)
- Panamerikameisterschaft – Punktefahren

2017
- Weltcup in Milton – Mannschaftsverfolgung (mit Kinley Gibson, Annie Foreman-Mackey und Allison Beveridge)
- Panamerikameisterin – Mannschaftsverfolgung (mit Kinley Gibson, Devaney Collier und Meghan Grant)
- Kanadische Meisterin – Scratch

2018
- Commonwealth Games – Mannschaftsverfolgung (mit Kinley Gibson, Annie Foreman-Mackey und Laurie Jussaume)
- Kanadische Meisterin – Mannschaftsverfolgung (mit Kinley Gibson, Annie Foreman-Mackey und Laurie Jussaume)

2019
- Panamerikameisterin – Mannschaftsverfolgung (mit Allison Beveridge, Annie Foreman-Mackey und Georgia Simmerling)
- Kanadische Meisterin – Mannschaftsverfolgung (mit Devaney Collier, Erin Attwell und Miriam Brouwer)

2020
- Kanadische Meisterin – Mannschaftsverfolgung (mit Devaney Collier, Erin Attwell und Miriam Brouwer)

2023
- Panamerikameisterin – Einerverfolgung, Mannschaftsverfolgung (mit Erin Attwell, Fiona Majendie, Ruby West und Devaney Collier)
- Panamerikameisterschaft – Zweier-Mannschaftsfahren (mit Devaney Collier)
- Kanadische Meisterin – Einerverfolgung, Omnium, Scratch, Zweier-Mannschaftsfahren (mit Lily Plante)

2025
 Panamerika-Meisterschaft – Einerverfolgung, Mannschaftsverfolgung (mit Lily Plante, Skyler Goudswaard, Fiona Majendie und Jenna Nestman)

### Straße
2012
- Kanadischer Junioren-Meisterin – Straßenrennen